# Les Chefs-d'œuvre de la science-fiction (collection littéraire)
Ne doit pas être confondu avec Les Chefs-d'œuvre de la science-fiction (anthologie).
Les Chefs-d’œuvre de la science-fiction est une collection de la maison d'édition Édito-Service, spécialisée dans la publication de romans ou de recueils de science-fiction particulièrement connus dans le monde de la science-fiction. Son directeur de la publication était Pierre Versins.
Cette collection n'a édité que vingt ouvrages, de 1974 à 1976. 

## Liste des ouvrages parus

### Parutions en 1974
- Tous à Zanzibar, de John Brunner
- Les Seigneurs de la guerre, de Gérard Klein
- En terre étrangère, de Robert A. Heinlein
- L'Invention de Morel, d'Adolfo Bioy Casares
- Les Humanoïdes, de Jack Williamson
- Voici l'homme, de Michael Moorcock

### Parutions en 1975
- Question de poids, d'Hal Clement
- Les Dieux verts, de Charles Henneberg
- Jack Barron et l'éternité, de Norman Spinrad
- L'Image de pierre, de Dino Buzzati
- Le Tsadik aux sept miracles, d'Isidore Haiblum
- Dune, de Frank Herbert
- Le Messie de Dune, de Frank Herbert
- Le Temps incertain, de Michel Jeury

### Parutions en 1976
- Limbo, de Bernard Wolfe
- La Vallée magique, d'Edmond Hamilton
- Piège sur Zarkass, Le Temple du passé, La Mort vivante, de Stefan Wul
- L'Étoile et le Fouet, de Frank Herbert
- Barrière mentale, de Poul Anderson
- Le Meilleur des mondes, d'Aldous Huxley